# Peter Werner Häberlin
Peter Werner Häberlin (Kreuzlingen, 25 maggio 1912 – Zurigo, 9 luglio 1953) è stato un fotografo svizzero.

## Biografia
Nato in una cittadina sul lago di Costanza crebbe a Singen, una città tedesca a pochi chilometri dal confine svizzero. Tornò sul lago a Berneck dove divenne apprendista in una pasticceria dal 1928 al 1931. La sua biografia, o parte di essa, rimane ancora oggi un mistero. Il suo desiderio di viaggiare lo manifestò in un'avventura notevole per l'epoca: tra il 1932 e il 1934 partì dal lago e a piedi, fermandosi a Positano e a Capri, quindi raggiunse la Tunisia e all'Algeria, dopo essersi imbarcato a Palermo. Nella città di Costantina lavorò alla "Pâtisserie Viennoise" per mettere via un po' di soldi per il viaggio di ritorno che avvenne tramite il Marocco e Gibilterra.
Dopo altri viaggi in Europa, studiò scultura e fotografia a Berlino alla Hansische Hochschule nel 1938-1939 ma con la guerra ormai alle porte ed il fanatismo nazista, tornò a Zurigo dove continuò gli studi di fotografia. Dopo la guerra, nel 1948, sposò la studentessa americana Jolita Coughlin, il cui ritratto di bambina fu eseguito da Edward Weston ed è conservato presso il Museum of Fine Arts di Boston, dalla quale ebbe una figlia.
La sua raccolta fotografica più significativa fu quella derivata da quattro grandi viaggi in Nord Africa dal 1949 al 1952 sulle rotte delle carovane già consolidate, effettuate nelle tratte a piedi, come passeggero, più raramente in bicicletta, attraverso il Deserto del Sahara. Percorse in questo modo Algeria, Mali, Burkina Faso, Niger, Nigeria, Ciad e Camerun. Häberlin non fu un fotoreporter, cioè un fotografo teso a raccontare l'attualità, gli eventi, le scene ovunque si svolgano per poi divulgarle sui giornali. Egli fu un narratore di storie, attento alle persone, ai paesaggi, ai dettagli che talvolta passavano inosservati come, ad esempio, le abitazioni dei popoli africani.
Mentre era pronto per intraprendere un viaggio in Messico nel 1953, rimase ucciso in un tragico incidente con un'arma da fuoco. In quei mesi era in preparazione il volume dei suoi viaggi in Africa dal titolo Yallah che fu portato a termine da suo padre e grazie al contributo e alla prefazione dello scrittore americano Paul Bowles, autore del famoso romanzo Il tè nel deserto, ed edito nel 1956. La foto di una giovane donna con i capelli intrecciati e con le cicatrici che sembrano decorare le sue guance ed il naso, scattata durante i viaggi in Africa, fu selezionata da Edward Steichen per la mostra The Family of Man, la grande mostra inaugurata nel 1955 al Museum of Modern Art di New York e che negli anni seguenti fu esportata in molti paesi del globo, visitata da oltre nove milioni di persone, il cui catalogo ha venduto 4 milioni di copie. La rivista americana The New Yorker scrisse nel 1957 che il reportage di Yallah era l’opera "di uno dei grandi fotografi del nostro tempo, capace di mostrare, come solo l’arte sa fare, ciò che altrimenti resterebbe celato". Probabilmente, senza questo volume, Häberlin sarebbe rimasto uno sconosciuto. Il patrimonio fotografico di Häberlin è stato donato alla Fondazione Fotostiftung Schweiz di Winterthur.
Le immagini di Häberlin sono state mostrate per la prima volta in Italia, al Museo di Roma in Trastevere nel 2017, dove ogni sezione della mostra - "L’assoluto", "Il quotidiano", "Le geometrie", "La memoria", "Gli sguardi" - è stata accompagnata da un brano tratto dalle lettere scritte dal fotografo  alla moglie nel corso del suo peregrinare che, dopo sessant'anni, pare conservare intatto il fascino dello stupore interiore del visitatore che viaggiava nelle distese del Sahara, senza fretta, col bisogno di conoscere a fondo ciò che fotografava e di restituire intatto e con il più alto senso della dignità, il riverbero di quei popoli, forse anche in contrasto con la stupidità della guerra appena conclusa in Europa.

## Pubblicazioni
- Yallah, Manesse, Zurigo, 1956
- Yallah, con Paul Bowles, McDowell Obolensky, New York, 1957